# Jerry Heller

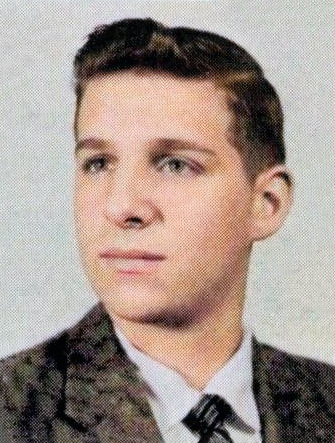
Jerry Heller no anuário de sua escola em 1958

Gerald E. Jerry Heller (Cleveland, Ohio, 6 de outubro de 1940  -  Thousand Oaks, Califórnia, 2 de setembro de 2016) foi um administrador da música americana e empresário norte-americano.
Ele é mais conhecido para a gestão da costa oeste rap super-grupo e pioneiros do rap gangsta NWA e Eazy-E. Ele ganhou destaque nos anos 1960 e 70, a importação de Elton John e Pink Floyd para os seus primeiros grandes turnês americanos, e representando Journey, Marvin Gaye, Joan Armatrading, Van Morrison, Guerra, Average White Band, ELO, Eric Burdon, Crosby Stills e Nash, Ike & Tina Turner, Creedence Clearwater Revival, Otis Redding, The Who, Grand Funk Railroad, Black Sabbath, Humble Pie, Styx, REO Speedwagon, Four Tops, Dr. John, Jose Feliciano, The Grass Roots, e Os Standells , entre muitos outros.
Em meados dos anos 1980 ele gerou muitos negócios recorde em R&B e hip hop com atos como Michel'le, World Class Wreckin 'Cru, JJ Fad, O DOC, Egyptian Lover e LA Dream Team.
Heller desempenhou um papel no surgimento de West Coast rap música quando fundou a Ruthless Records com Eazy-E e descobriu, assinado, ou geridos os gostos de NWA, The Black Eyed Peas, Above the Law, The DOC, e Bone Thugs-n-Harmony.
Heller morreu aos 75 anos no dia 2 de setembro de 2016, vitíma de Ataque Cardíaco.